# Битка при Рамили
Битката при Рамили (на френски: Ramillies, град в Брабант, днешна Белгия) се състои на 23 май 1706 г., в хода на Войната за испанското наследство, между френска армия, начело с маршал Вилроа, и англо-холандска армия, командвана от херцог Марлборо.

## Предистория
През 1706 г. Франция на Луи XIV се е посъвзела от поражението при Бленхайм и отново гради офанзивни планове. Армиите ѝ печелят в Испания, Италия и по река Рейн. Ръководството на френските въоръжени сили е убедено, че с победа в Нидерландия ще довърши настъплението си по всички фронтове. То разчита на противоречията във Великия съюз и се съмнява, че Марлборо е толкова добър военачалник, както е показал при Бленхайм.

## Ход на битката
Когато френският главнокомандващ Вилроа напредва на север по река Меен, Марлборо го пресреща. И двете армии се стремят към сражение и се сблъскват на 23 май на малко плато край градчето Рамили. В сблъсъка участват 122 000 души – 60 000 от страна на Франция и 62 000 съюзници. При тези изравнени сили главно значение придобиват тактиката, бойният дух и случайността.
Вилроа, който пристига пръв, заема височините, като простира дясното си крило на юг до река Меен на твърде голямо разстояние. За да състави плътна линия, той съсредоточава на този участък значителни сили. На север лявото му крило е по-късо, но все пак също разтеглено и в това се крие основната слабост на френските линии. В това състояние Вилроа не може да прехвърли бързо сили от един участък на друг и трудно би издържал масиран удар на противниците си в една точка. Виждайки това, Марлборо подрежда армията си в къса линия от три мили, зад която подкрепленията могат бързо да се придвижват.
В тази битка най-добре се виждат характерните за Марлборо заблуждаващи военни маневри. Първоначално той се насочва само към френската десница, където атакуват датските и нидерландските контингенти, докато англичаните се изправят срещу френския център при Рамили. После се прегрупира и атакува френското ляво крило. Вилроа, инструктиран от Луи XIV да следи внимателно англичаните, започва бързо прехвърляне на сили от дясно наляво. Тогава английската кавалерия стоварва цялата си мощ на юг и отблъсква, а после и обхожда френското дясно крило.
Видял се обграден, Вилроа отчаяно се опитва да създаде нов фронт под прав ъгъл на първоначалната си позиция. Попречва му собственият лагер и обоз. Освен това Вилроа до последния момент, когато е твърде късно, не иска да прехвърли сили от лявото си крило, опасявайки се от удар и оттам. Пет часа след началото на битката Марлборо нарежда общо настъпление. Войниците му бързо завземат платото и падането на нощта вижда френската армия в паническо отстъпление, следвана от кавалерията на съюзниците.

## Последици
Поражението на французите не е пълно, те изгубват 13 000 души срещу само 3600 съюзници. То обаче е унизително. То срутва бойния дух на армията и тя бързо се оттегля от Нидерландия. За Франция предстоят три тежки години, през които противниците ѝ навлизат на нейна територия.